# Frida Westman

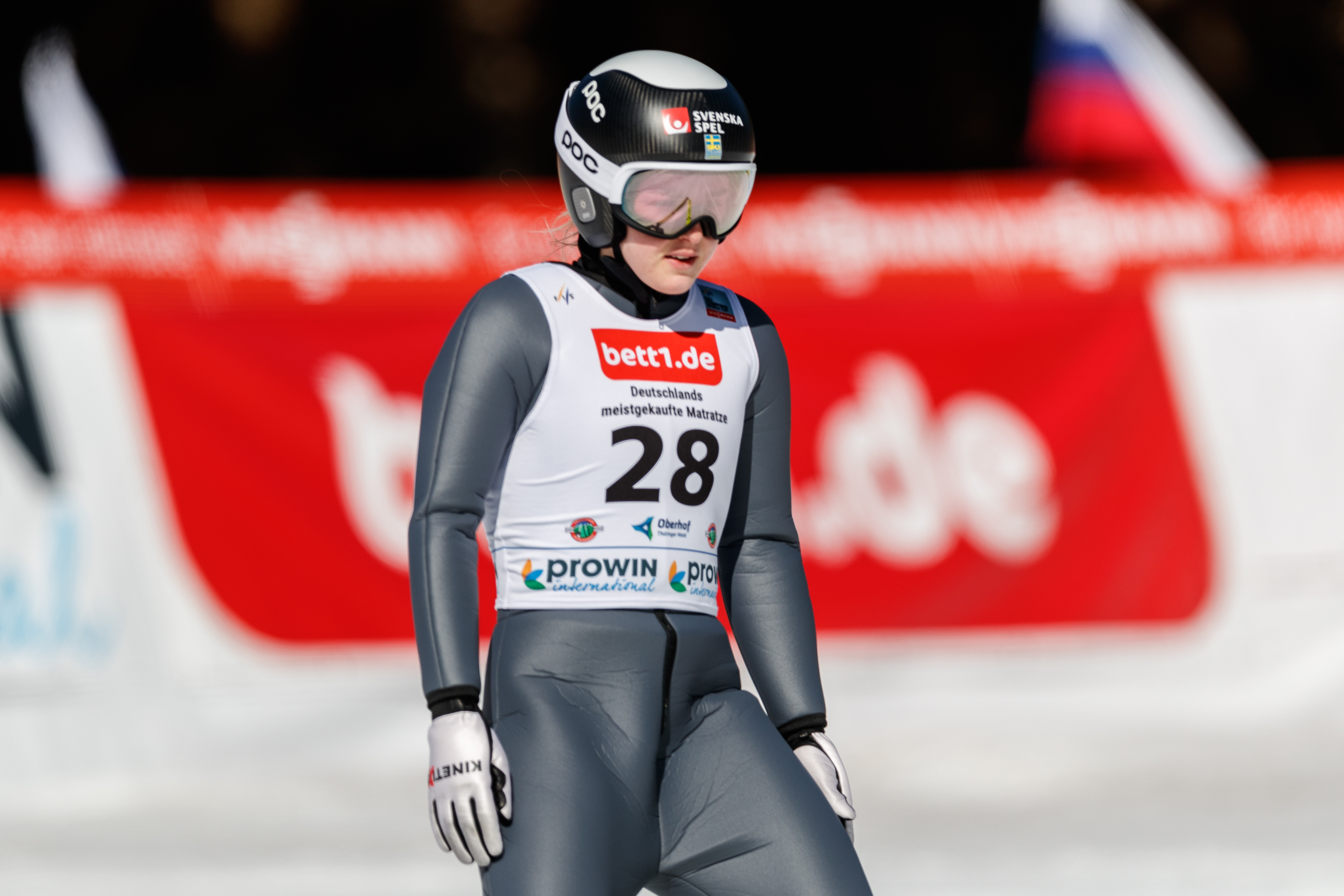
Frida Westman 2022.

Frida Westman, född 10 januari 2001 i Örnsköldsvik, är en svensk backhoppare som tävlar för IF Friska Viljor i Örnsköldsvik. Tillsammans med Astrid Norstedt bildar hon det svenska backhoppningslandslaget. Den 6 november 2022 tog Westman sin första pallplats i världscupen i backhoppning, då hon blev trea i polska Wisła.
Westman bor och tränar i Trondheim i Norge för att kunna göra en större satsning inom sporten. Hon är dotter till den tidigare landslagsbackhopparen Magnus Westman.

## Karriär
Tidigt i karriären har hon fått slita med flera korsbandsskador i knäet vilket förstörde två hela säsonger för henne år 2018 och 2019 och stoppade henne från att göra sitt första världsmästerskap i Seefeld 2019. Tre gånger har hon tävlat i juniorvärldsmästerskapen och har där en sextonde plats som bäst, från mästerskapet i Lahtis 2021. Den 19–20 september 2020 tog Westman två segrar i Norgecupen, återkommande inhemska elittävlingar i Norge. Detta gjorde hon i 90-metersbacken i Lillehammer. Hon har också vunnit svenska mästerskap i ungdomssammanhang och har även ett backrekord i Örnsköldsvik 55-meters backe.
Hon gjorde sitt första världsmästerskap i Oberstdorf 2021 där hon kvalade in till tävlingen i normalbacke och blev till sist trettiofemma.
Westman gjorde världscupdebut säsongen 2021–2022. Redan i första tävlingen i ryska Nizjnij Tagil lyckades hon komma på tjugonde plats och således ta sina första världscuppoäng. Med två fjärdeplatser i Hinzenbach och en sjundeplats i Willingen under säsongen som bästa resultat kom hon på sammanlagt trettonde plats sin första säsong. I Olympiska vinterspelen 2022 i Peking blev hon den första svenska kvinnan att delta i backhoppning i ett olympiskt spel, och hon blev sextonde kvinna i tävlingen.
Säsongen 2022–2023 inledde hon med en fjärde plats i Wisła i Polen, för att dagen efter, den 6 november 2022, ta sin första pallplats då hon blev trea och således tog den första svenska pallplatsen i världscupen i backhoppning sedan Mikael Martinsson i mars 1992.

## Resultat

### Världsmästerskap
| Tävling         | Normalbacke | Stor backe | Lag | Mixade lag |
| --------------- | ----------- | ---------- | --- | ---------- |
| Oberstdorf 2021 | 35:e plats  | 42:a plats | —   | —          |

### Juniorvärldsmästerskap
| Placering | Datum       | År   | Plats          | Backstorlek | Tävlingsform                                               |
| --------- | ----------- | ---- | -------------- | ----------- | ---------------------------------------------------------- |
| 32.       | 1 februari  | 2017 | Park City      | HS-100      | individuell                                                |
| 9.        | 3 februari  | 2017 | Park City      | HS-100      | lag (med Astrid Norstedt, Julia Lundberg och Jonna Mohlén) |
| 26.       | 5 mars      | 2020 | Oberwiesenthal | HS-105      | individuell                                                |
| 16.       | 11 februari | 2021 | Lahtis         | HS-100      | individuell                                                |